# Waking the Fallen
Waking the Fallen és el segon àlbum de llarga durada del grup nord-americà Avenged Sevenfold i el primer realitzat amb Johnny Christ com a nou baixista. Aquest va ser l'últim àlbum fet amb un so metalcore, però hi ha veus més netes que en el seu primer disc Sounding the Seventh Trumpet. És l'últim disc gravat a Califòrnia, ja que els altres discos són gravats a Houston, Texas. Va ser realitzat el 16 d'agost de 2003 per Hopeless Records. La cançó "Chapter Four" va ser inclosa en la banda sonora dels jocs NHL 2004, Madden 2004 i NASCAR Thunder 2004. El tema constant del track està relacionat amb l'assassinat d'Abel, que va mà amb mà amb les nombroses referències bíbliques no només en Waking the Fallen sinó en tots els discos de Avenged Sevenfold.

## Llista de cançons
1. Waking the Fallen - 1:42
2. Unholy Confessions – 4:43
3. Chapter Four – 5:42
4. Remenissions – 6:06
5. Desecrate Through Reverence – 5:38
6. Eternal Rest – 5:12
7. Second Heartbeat – 7:00
8. Radiant Eclipse – 6:09
9. I Won't See You Tonight Pt.1 – 8:58
10. I Won't See You Tonight Pt.2 – 4:44
11. Clairvoyant Disease – 4:59
12. And All Things Will End – 7:40